# Sebastian Wagner (Architekt)

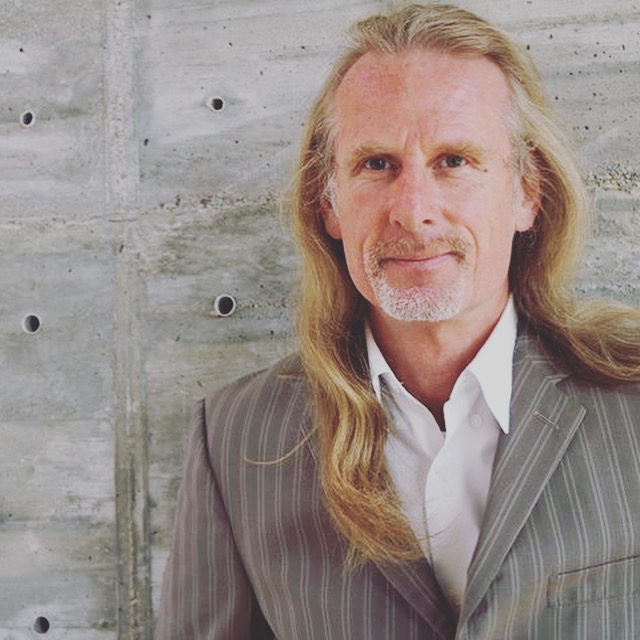
Sebastian Wagner, 2020

Sebastian Wagner (* 17. Mai 1963 in Wuppertal) ist ein deutscher, international tätiger Architekt.

## Werdegang
Sebastian Wagner wuchs in bürgerlicher Atmosphäre in Ahlen, Westfalen als einer der beiden Söhne des Realschullehrers Johannes-Heinrich und der Verwaltungsangestellten Margret Wagner auf und hatte bereits als Jugendlicher erste Erfahrungen mit Architektur und Kunst, u. a. als Austauschschüler an der Niles North High-School in Chicago. Erste eigene Kreationen waren durch die Arbeiten von Frank Lloyd Wright (insbesondere dem Guggenheim Museum in New York City) inspiriert. Dessen Prinzipien der organischen Architektur beeinflussten auch Wagners weitere Schaffensweise.
Nach dem Abitur studierte er ab 1983 zunächst Architektur an der Fachhochschule Münster sowie Romanistik und Anglistik an der Westfälischen Wilhelms-Universität Münster, seit 1986 Architektur an der Hochschule der Künste (heute UDK) in Berlin. Dort wurde er als erster Preisträger mit dem Paul Baumgarten Stipendium ausgezeichnet. Es folgten 1988 die Organisation der European Architecture Students Assembly - The Dimension Between, 1989 der Masterplan für Spitak, einer durch ein Erdbeben weitgehend zerstörten Stadt in Armenien. Im selben Jahr war er Assistent bei Jan Hoogstad in Rotterdam und mit der Projektleitung Wettbewerb Hamburger Bahnhof Berlin betraut.
1993 schloss Wagner das durch die Schüchertmann-Schillersche Familienstiftung zu Dortmund geförderte Studium mit dem Diplom ab und ging eine Partnerschaft mit Andreas Reidemeister, Architekt und Stadtplaner, in Berlin ein. Gemeinsam nahmen sie am Wettbewerb des Bundespräsidialamts in Berlin teil, sowie dem Projekt des Europäischen Zentrum der Solidarność in Danzig, das Lech Wałęsa als besten Entwurf bezeichnet haben soll. 1996 konnte er den Bau eines Wohnhauses in Detmold realisieren, das an der Formensprache des Internationalen Stils orientiert ist.
Ab Mitte der 1990er Jahre engagierte sich Wagner auf der Ebene der Vereinten Nationen (UNO) und der UNESCO. 1995 war er für die UN Mission Sarajevo als OAS Agent (OAS Operational Assessment Stuff) mit Krisenmanagement beauftragt und entwickelte Pläne mit der Studentenschaft von Sarajevo zum Wiederaufbau der zerstörten Altstadt und der Nationalbibliothek. 2001 organisierte die IAA (International Academy of Architecture) und IFYA (International Forum of Young Architects) eine UNESCO Konferenz auf der Hacienda el Cazadero, um eine Grundlage für die Aufnahme der mexikanischen Haciendas in die Welterbeliste zu schaffen, die Sebastian Wagner in seiner Rolle als Präsident des International Forum of Young Architects maßgeblich begleitete.

## Freischaffender Architekt
Seit 1998 ist Sebastian Wagner freischaffender Architekt in Berlin, er war von 1996 bis 2000 Präsident des International Forum of Young Architects (IFYA) Deutschland, von 2000 bis 2005 des Weltverbandes International Forum of Architects (IFA) und 2001 wurde ihm der Titel Visiting Professor von der International Academy of Architecture (IAA), in Sofia, Bulgarien gewährt. 2003–2013 war er Geschäftsführer des „Lichtwerk“ in Berlin-Lichtenberg, einem künstlerischen Gemeinschaftsprojekt unter Transformation eines historischen Schulbaus.

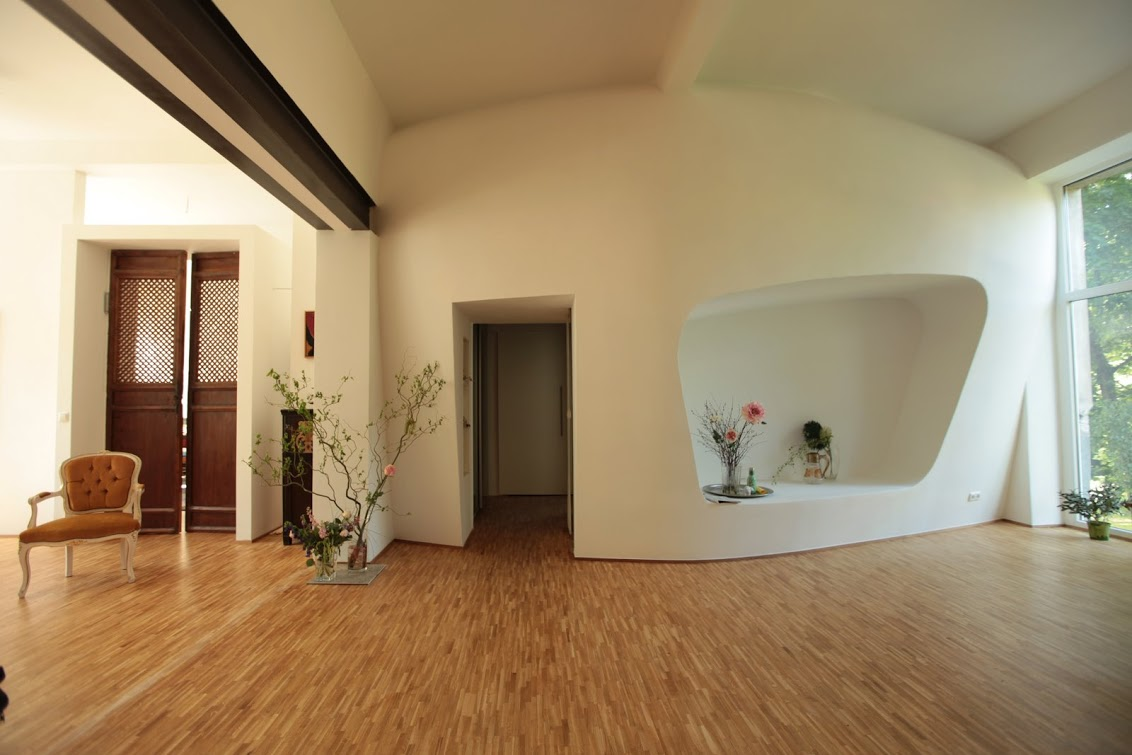
Lichtwerk Berlin: Wohnung im transformierten Schulgebäude Bürgerheimstraße, Berlin-Lichtenberg 2010

Wagner ist Gründer und Geschäftsführer der „SWA Group“ (seit 2009) mit Tätigkeiten in Mexiko, Indien, Deutschland und Lettland, und seit 2018 der „SWA/MK Studio UG“, einem Architekturbüro in Berlin.
Seit 2012 hat Wagner zusammen mit seiner Frau Amrit Kaur Khalsa ein neues Lebens- und Arbeitszentrum in Rathenow (Brandenburg), dem sog. Palazzo Pitti, einem ehemaligen preußischen Generalshaus von 1890, das er vor dem Verfall bewahrte und seitdem transformiert.
Aktuell (seit 2023) Konzeption eines integrierten Entwicklung- und Masterplans für „Städte der 2. Reihe“ im brandenburgischen Westhavelland (Rathenow, Milower Land, Premnitz) und Brandenburg a. d. Havel. Als erste Konkretisierung findet vom 5. September bis 10. November 2024 die von Wagner konzipierte Ausstellung Welten>Verbinden | Havelland | Reisen durch Träume und Realitäten im Kulturzentrum Rathenow statt.

## Architekturverständnis
Sebastian Wagner folgt einem ganzheitlichen Ansatz, in dem er Architektur mit den Bedürfnissen der Menschen, ihrer Kultur und ihrer Umwelt unter nachhaltigen Aspekten verbindet und auf die Zukunft ausgerichtet plant. Eine wichtige Rolle spielt für ihn dabei auch, das kulturelle Erbe zu bewahren und vorgefundene Bausubstanz zu verwerten und zu transformieren. Ausführliche Gespräche mit verschiedenen Akteuren und Beteiligten sind der Ausgangspunkt für seine von ihm so benannte „Sacred Tecture“
Sein Selbstverständnis lautet: „Ich glaube nicht, dass die prädominante Rolle des Architekten/der Architektin als Planer/Planerin von Lebensräumen irgendwie sinnvoll ist, wenn er/sie sich als Macht oder als Genie sieht, das die Welt durch Skizzen oder Entwürfe verwalten möchte. Die Projektierung und die Arbeit müssen vielmehr mit einem Netz von unterschiedlichen Bedürfnissen und Professionen verbunden sein, die in einem umfassenden Sinne zukunftsgerichtet sind.“
Unter diesen Prämissen stehen auch seine Masterpläne für Städte, Stadtteile oder Regionen wie Spitak oder Lomas del Gran Jardin und auch seine Konversionsprojekte (die (Wieder-)Eingliederung von Brachflächen und Leerstandsgebäuden in den Wirtschafts- und Naturkreislauf) in Brandenburg, wie die Kasernenkonversion Waldsiedlung Groß Glienicke 1992 oder die ECO CITY-Wünsdorf, sowie die Ausstellungen Wirtschaftswoche 2021 in Luckenwalde, Schöner Wald in Schönwalde-Glien, sowie die Ausstellung Welten>Verbinden 2024 im Kulturhaus Rathenow.

## Werke

### Bauten (Auswahl)

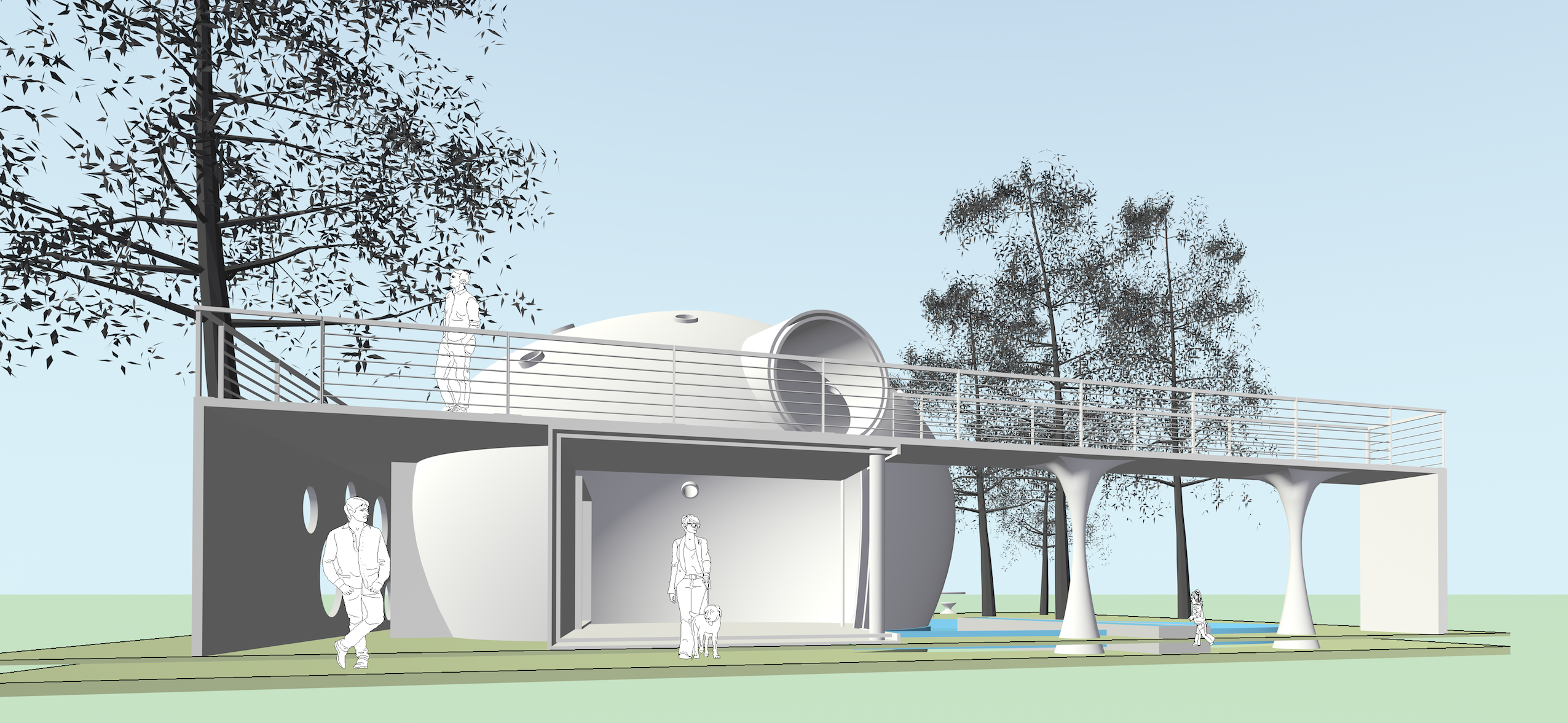
Öko Tech Pavillon, 3D-Beton Druck, Bukarest 2023

- Öko Tech Pavillon, 3D-Beton Druck, Bukarest 20231995: Neubau Feuerwehr, Technische Zentrale, Bergen auf Rügen, Deutschland (mit Andreas Reidemeister)
- 1996: Haus Preuss, Detmold, Deutschland
- 2005–2007: Panorama Silence Hotel Lohme (Wellness Hotel und Spa), Rügen, Deutschland
- 2005–2014: Lichtwerk Berlin (ehem. Bürgerheimschule, Bau eines Stadtteilzentrums mit 14 Wohneinheiten), Berlin-Lichtenberg, Berlin, Deutschland
- 2007: Umbau Villa Hansa als Ferienwohnung, Binz, Rügen, Deutschland
- 2013: Palazzo Pitti Rathenow (Umbau des historistischen Offiziershauses in ein Holistisches Zentrum), Rathenow, Deutschland.[9]
- 2015/2017 - aktuell: BrauLab (Umbau der ehemaligen Brauerei Rathenow in ein Stadtteilzentrum mit 100 Wohnungen, Musterwohnungen realisiert), Rathenow, Deutschland
- 2022: Umbau eines Plattenbaus (WBS70) Goethestr. 79-81, Waldemarstr. 1 (Modernisierung und Erweiterung durch Tiny Houses und Penthäuser unter Integration eines Gründerzeithauses), Rathenow, Deutschland
- 2022: Um- und Neubauten Landgut Stober, Groß Behnitz bei Nauen, Ldkr. Havelland, Deutschland
- 2022: Umbau Bahnhof in Wohnateliers, Groß Behnitz bei Nauen, Ldkr. Havelland, Deutschland
- 2022 - aktuell: 3D-Beton Druck Pavillon (Demonstrations- und Ausstellungsbau für 3D-Betontechnologie), Bukarest, Rumänien

### Wettbewerbe/Projekte

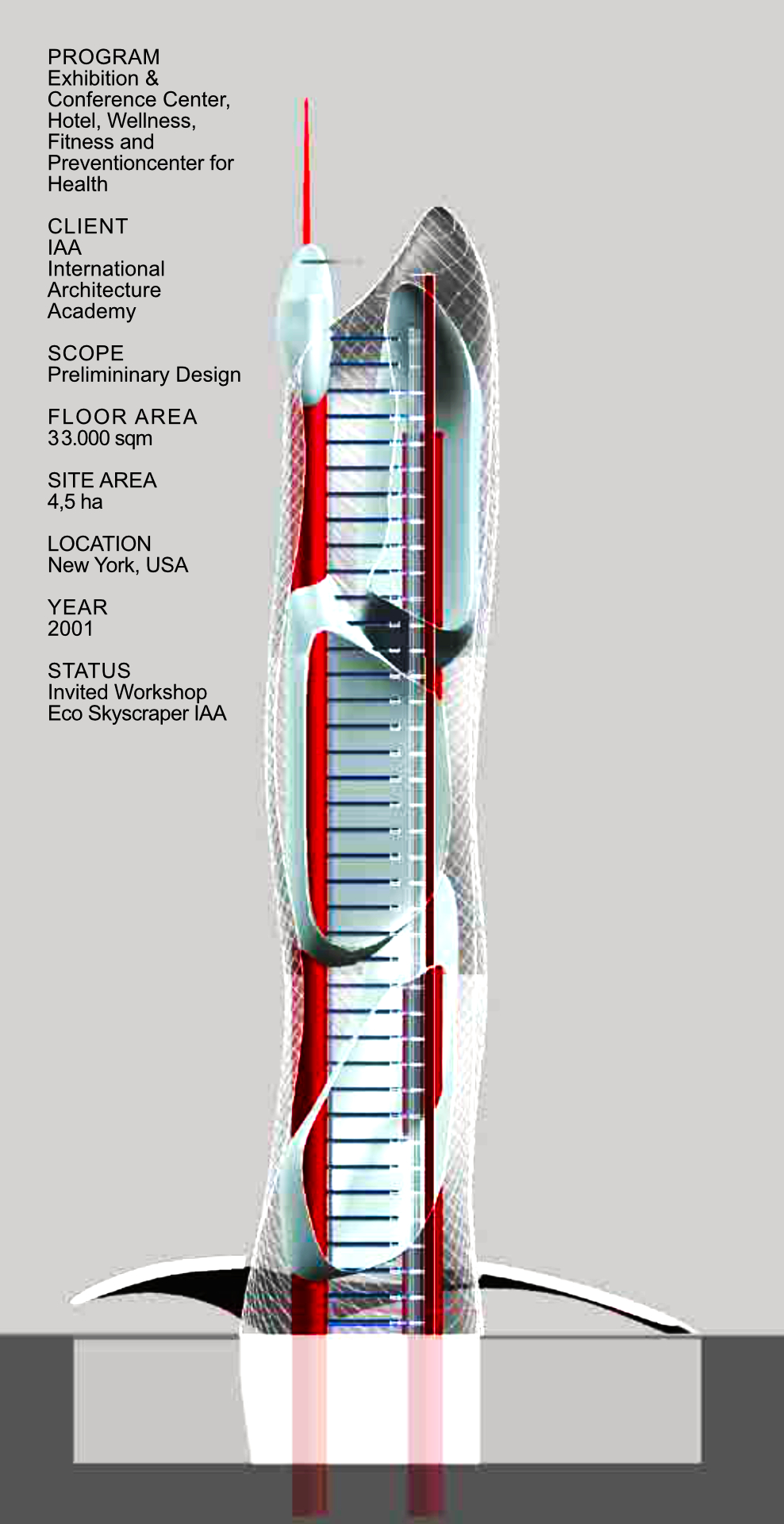
Öko Hochhaus (Eco Skyscraper), New York 2001

- Öko Hochhaus (Eco Skyscraper), New York 20011989: Lisboa Chiado (Masterplan), Lissabon, Portugal (mit Mark Orme)
- 1989: Spitak (Masterplan), Spitak, Armenien
- 1994: Alsenblock (Realisierungswettbewerb), Paul-Löbe-Haus Deutscher Bundestag, Berlin, Deutschland (mit Andreas Reidemeister)
- 2001: Eco Skyscraper (Entwurfsstudie eines 500 m Öko-Hochhauses anstelle des zerstörten World Trade Center), New York City, USA
- 2007: Lomas del Gran Jardin (Masterplan), León de los Aldama, Mexiko (mit Fransico Alvarado Castro)

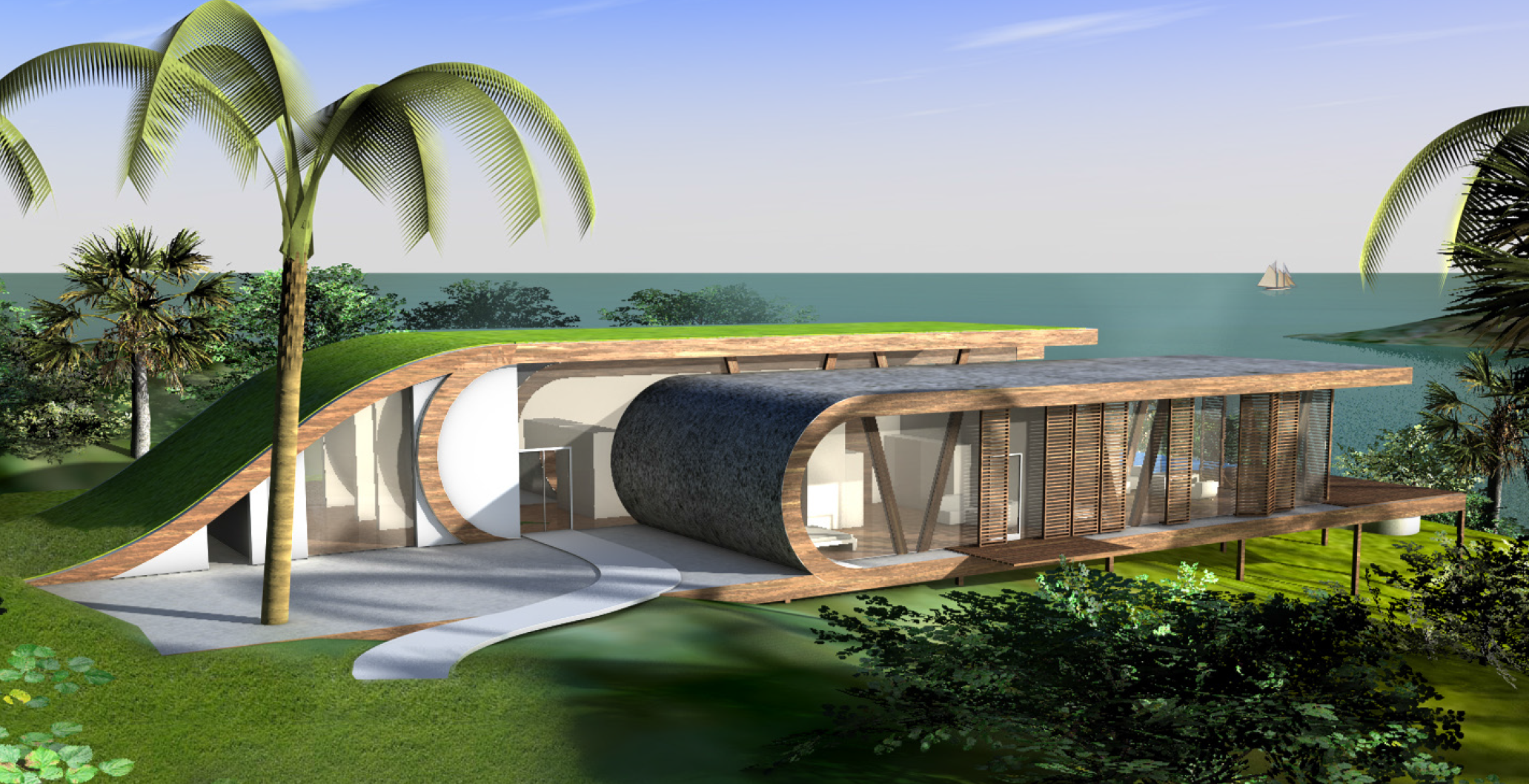
Queen Rani Resort Präsidentenvilla, Andamanen, 2010

- Queen Rani Resort Präsidentenvilla, Andamanen, 20102010: Queen Rani Wellness Ressort (Masterplan), Andaman Islands, Indien
- 2023–2025: Welten>Verbinden: Reisen durch Träume und Realitäten (mehrstufiges Projekt).
- 2024: Ausstellung und Workshops im Kulturhaus Rathenow, Rathenow, Deutschland.

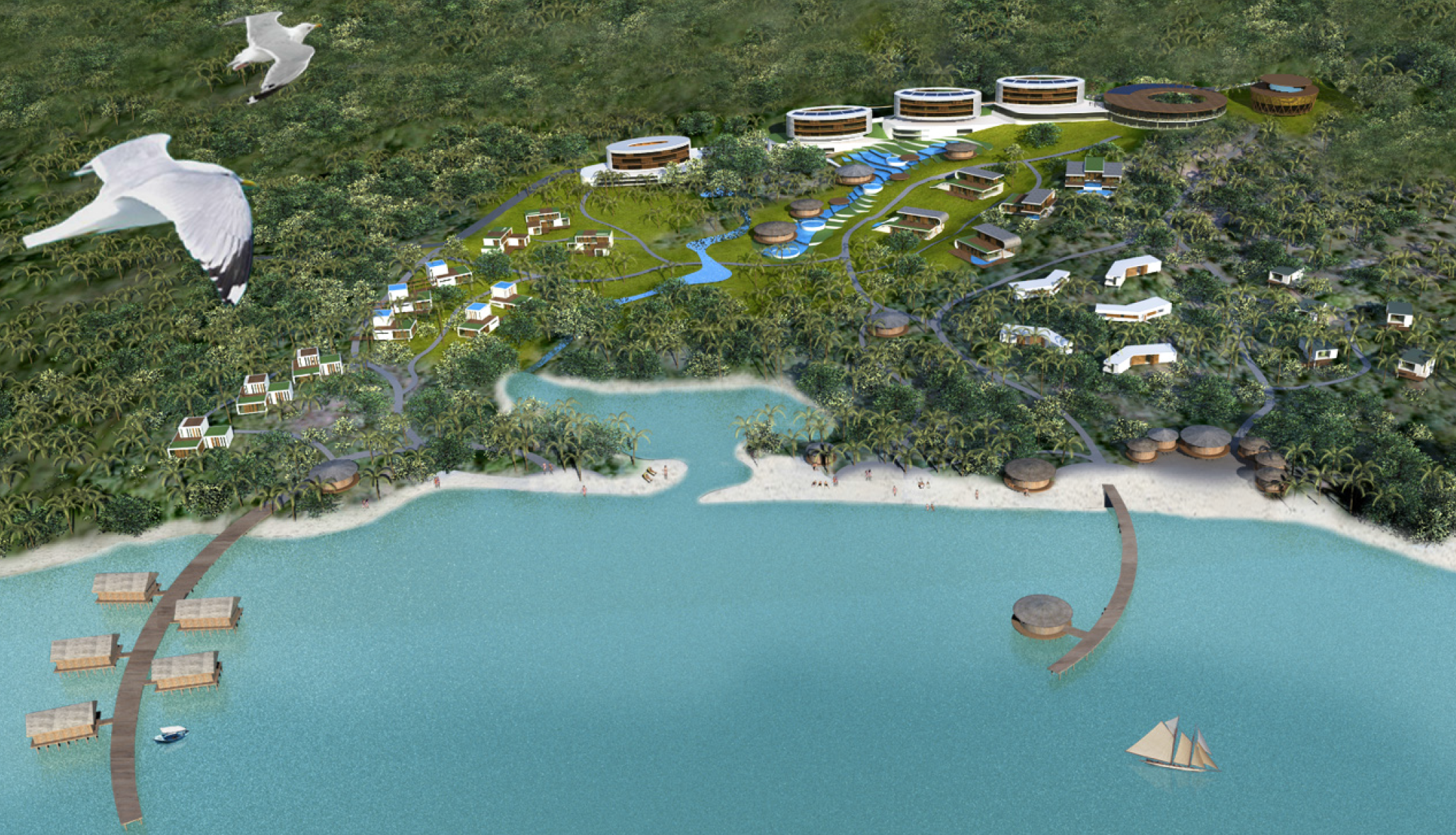
Queen Rani Resort Überblick, Andamanen, 2010

Darauf aufbauend 2024–2025 Erstellung eines Masterplans für die Region Westliches Havelland (Rathenow, Milower Land, Premnitz und Brandenburg an der Havel) ab 2025 die IBA-Internationale Bauausstellung „Städte der Zweiten Reihe: Westhavelland-Brandenburg-Berlin“